# Paa udflugt gennem Danmark - fra Sjælland til Skagen og Falster
Paa udflugt gennem Danmark - fra Sjælland til Skagen og Falster er en dansk turistfilm fra 1937.

## Handling
Filmen tager os på biltur igennem forskellige egne af Danmark. Først med bilfærge fra Kalundborg til Aarhus, Den Gamle By, Stadion, Mindeparken og Marselisborg Slotspark. Derefter ses Rebild Bakker, Skovbakkens Tårn i Aalborg med udsigt ud over Aalborg by, Skagen og et nedbrændt hotel samt Grenen. Herefter Løkkens Strandpavillion og "Vester-Vov-Vov", Silkeborgs store globus og Himmelbjerget, Mols, Ebeltoft og solnedgang over Kattegat.
Så til Jyderup, ankomst på togperron, billeder fra udendørsservering på Skarridsø Hotel og hestemarked. Kalundborg med Vor Frue Kirke. Herefter følger en biltur over Sydsjælland til Falster - gennem Køge, forbi Vallø Slot, frokost på Rønnede Nye Kro og videre over Storstrømsbroen. Nykøbing Falster i regnvejr. Retur over Storstrømsbroen - nu i godt vejr. Munkebakken i Næstved, og til slut Gisselfeld Kloster ved Haslev.